# Stenia primolalis
Stenia primolalis là một loài bướm đêm trong họ Crambidae.